# Franz Aschenbrenner
Franz Aschenbrenner (Eichenried, 24 maggio 1986) è un pilota motociclistico tedesco.

## Carriera
Dopo aver gareggiato dal 1996 al 2000 in competizioni di motocross, la sua carriera nel mondo del motociclismo su pista è iniziata nel 2001 e le prime partecipazioni a competizioni internazionali risalgono a quelle del campionato Europeo Velocità nel 2005.
Per quanto riguarda le competizioni del motomondiale, ha debuttato nel 2005 nella classe 250 correndo come pilota titolare con una Yamaha del Team UGT Kurz nei primi due Gran Premi della stagione, nei quali ha mancato la qualificazione alla gara. Nel corso della stagione si è ripresentato in qualità di wildcard in occasione del GP di Germania con una Honda, senza giungere al traguardo. Nella stessa stagione corre il campionato Europeo Velocità nella classe 250 classificandosi quindicesimo.
L'anno successivo ha partecipato ad altri quattro Gran Premi come pilota sostitutivo con una Aprilia del team Kiefer-Bos-Racing e ha usufruito di una wildcard per correre il Gran Premio casalingo con una Honda, sempre nella stessa classe ma senza conseguire punti validi per la classifica iridata.

## Risultati nel motomondiale
| 2005 | Classe | Moto           |    |    |  |  |  |  |  |    |  |     |  |  |  |  |  |  |  | Punti | Pos. |
| ---- | ------ | -------------- | -- | -- |  |  |  |  |  | -- |  | --- |  |  |  |  |  |  |  | ----- | ---- |
| 2005 | 250    | Yamaha e Honda | NQ | NQ |  |  |  |  |  | NE |  | Rit |  |  |  |  |  |  |  | 0     |      |

| 2006 | Classe | Moto            |  |  |  |  |  |    |     |    |    |    |    |  |  |  |  |  |  | Punti | Pos. |
| ---- | ------ | --------------- |  |  |  |  |  | -- | --- | -- | -- | -- | -- |  |  |  |  |  |  | ----- | ---- |
| 2006 | 250    | Aprilia e Honda |  |  |  |  |  | 19 | Rit | 19 | 20 | 23 | NE |  |  |  |  |  |  | 0     |      |

| Legenda | 1º posto        | 2º posto            | 3º posto            | A punti      | Senza punti        | Grassetto – Pole position Corsivo – Giro più veloce |
| Legenda | Gara non valida | Non qual./Non part. | Ritirato/Non class. | Squalificato | '-' Dato non disp. | Grassetto – Pole position Corsivo – Giro più veloce |